# Masyu

Exemple de puzzle

Solution au puzzle ci-dessus

Le Masyu (en japonais :ましゅ ; traduit par l'influence démoniaque) est un jeu de logique créé et publié par Nikoli. Les créateurs du jeu désiraient créer un casse-tête esthétique sans nombres ni lettres.

## Règles
Le Masyu se joue sur une grille rectangulaire sur laquelle sont placés des cercles blancs (vides) ou noirs (pleins). Le but est de relier tous les cercles (noirs et blanc) en un unique trait continu qui ne se coupe pas (non sécant). Le trait peut être soit droit soit à angle droit (il tourne de 90 degrés) dans chacune des cases du jeu. Le trait ne doit pas nécessairement passer par toutes les cases du plan, mais bien relier tous les cercles du plan. 
Deux autres règles régissent la façon dont le trait doit passer par les cercles :
- dans les cercles blancs, le trait doit être droit, mais il doit être à angle droit dans au moins la case qui précède ou qui suit le cercle ;
- dans les cercles noirs, le trait doit être à angle droit, mais les cases précédente et suivante de son parcours doivent contenir des traits droits (pas d'angles droits).

## Histoire
La première version du masyu est apparue dans le Puzzle Communication Nikoli n. 84 sous le titre de Shinju no Kubikazari, 真珠の首飾り, signifiant le collier de perles, ce casse-tête ne contenant alors que des cercles blancs. Les cercles noirs ont été introduits dans le Puzzle Communication Nikoli n. 90 et le casse-tête fut renommé Shiroshinju Kuroshinju, 白真珠黒真珠, signifiant les perles noires et les perles blanches. Ce changement amena sa popularité au jeu. Le nom masyu provient d'une erreur de lecture du président de Nicoli (真珠, shinju), il remplaça l'ancien nom dans le n. 103.